# Mecz rugby Szkocja – Anglia (1871)

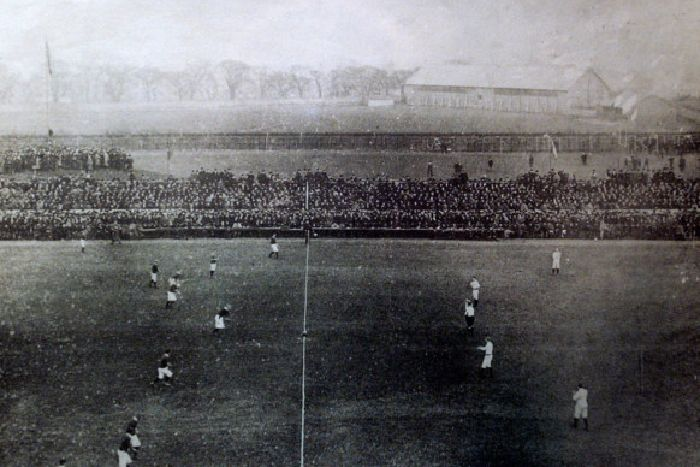
Scena z meczu

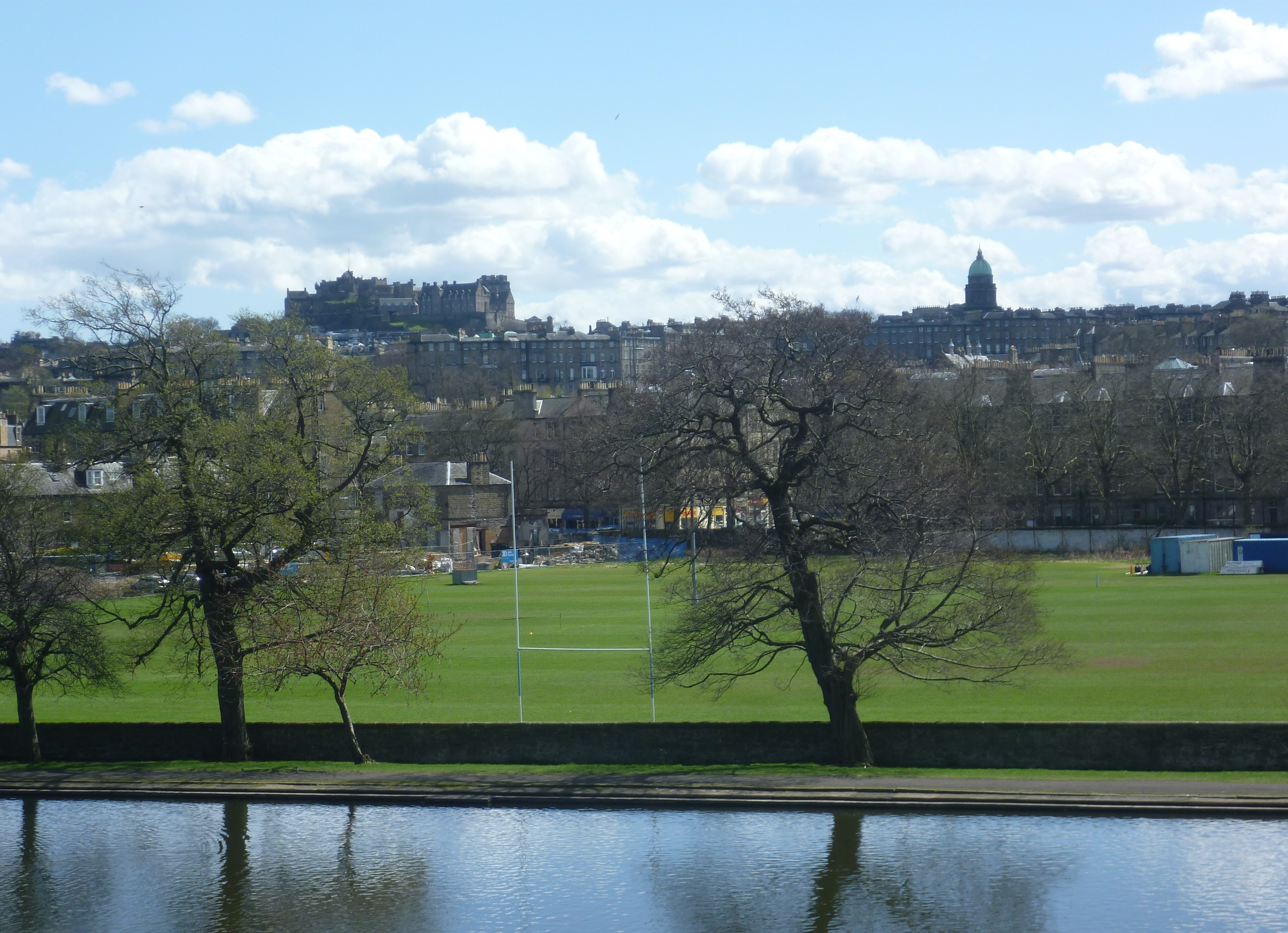
Raeburn Place w Edynburgu, na którym rozegrano mecz

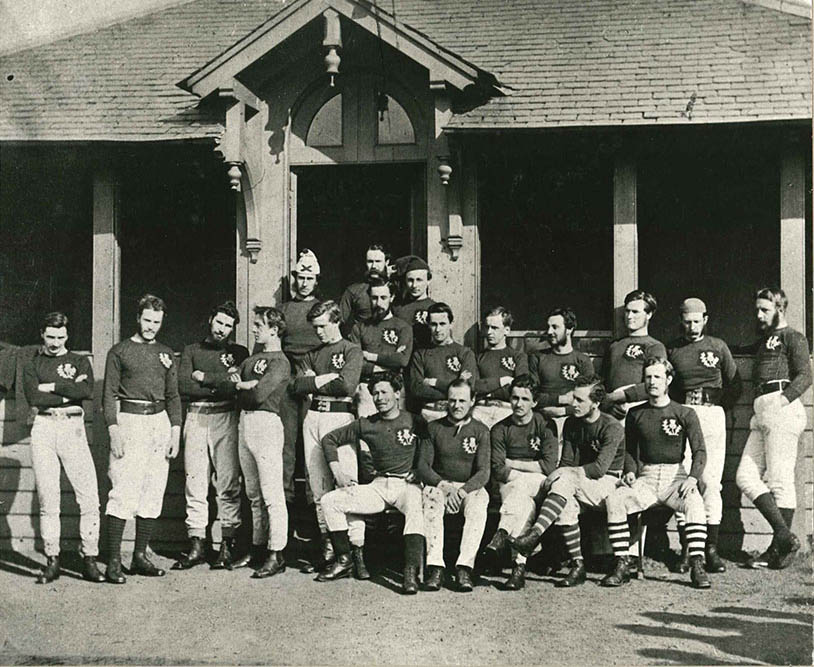
Reprezentacja Szkocji

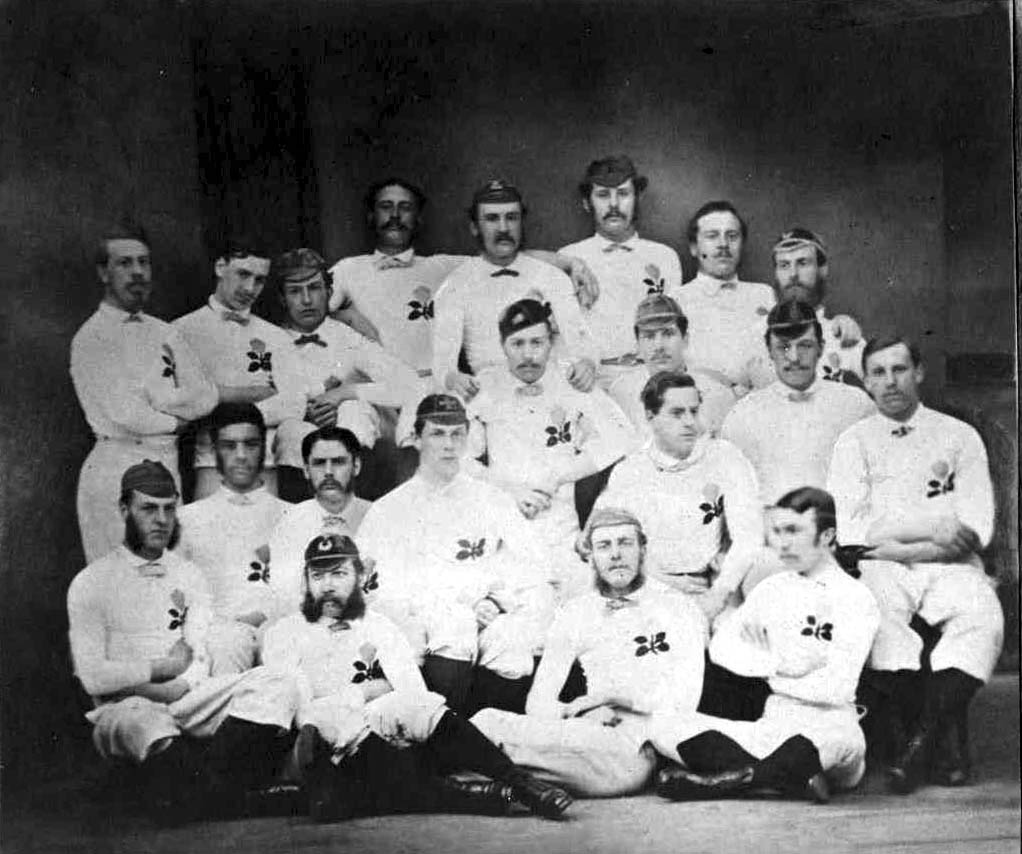
Reprezentacja Anglii

Mecz rugby Szkocja – Anglia (1871) – pierwszy uznawany za oficjalny mecz międzypaństwowy w historii rugby, który odbył się 27 marca 1871 w Edynburgu, zakończony zwycięstwem Szkocji nad Anglią 1:0.

## Geneza i przygotowania
Pod koniec 1870 w Londynie na stadionie The Oval odbyło się nieoficjalne spotkanie reprezentacji Anglii i Szkocji rozegrane według reguł piłki nożnej (association football). Związki ze Szkocją zawodników reprezentujących ten kraj w tym spotkaniu w wielu przypadkach były wątpliwe, a Anglia wygrała 1:0. Z tego powodu w grudniu 1870 w angielskim tygodniku sportowym Bell's Life kapitanowie pięciu czołowych szkockich drużyn rugby (rugby football) opublikowali list. Stwierdzili w nim, że Szkocja nie była godnie reprezentowana w tym spotkaniu (zwłaszcza, że w kraju w tym uprawia się głównie rugby), dlatego zapraszają dowolny skład reprezentujący Anglię na mecz 20-osobowych drużyn zgodnie z regułami rugby football w Edynburgu lub Glasgow. Zaproszenie zaakceptował w imieniu Anglików kapitan najstarszego klubu w tym kraju, Frederick Stokes z Blackheath FC.
Ustalono, że zawodnicy obu drużyn powinni urodzić się w kraju, z którego pochodzą. Kapitanem drużyny angielskiej został Frederik Stokes, były uczeń Rugby School, a w drużynie znaleźli się gracze z 10 różnych klubów, w tym m.in. czterech zawodników Blackheath i siedmiu zawodników z północnej Anglii (z Manchesteru i Liverpoolu). Kapitanem ekipy Szkocji został Francis Moncrieff. Anglicy odbyli podróż do Szkocji pociągiem i przybyli tam w niedzielę, dzień przed meczem. Nie odbyli żadnego wspólnego treningu, natomiast Szkoci rozegrali dwa spotkania testowe, po których wyłonili ostateczny skład drużyny.

## Przebieg spotkania
Spotkanie odbyło się w poniedziałek 27 marca 1871 na Raeburn Place w Edynburgu ok. 15:30. Grano dwie połowy po 50 minut każda w obecności kilku tysięcy widzów (od 2 do 4 tysięcy, 4 tysięcy lub od 4 do 8 tysięcy widzów). Bilet wstępu kosztował jednego szylinga. Drużyna angielska nosiła białe bluzy z emblematem czerwonej róży, a drużyna szkocka niebieskie bluzy. Drużyny miały różne zestawienia: wśród 20 graczy w angielskiej było trzynastu zawodników młyna (forwards), a w szkockiej czternastu.
Jako pierwszy kopnął piłkę kapitan Szkocji. W pierwszej połowie żadna drużyna nie zyskała przewagi, choć doszło podczas niej do jednej istotnej decyzji: wśród graczy pojawiły się wątpliwości w kwestii możliwości stosowania hackingu (polegającego na próbie przewrócenia przeciwnika poprzez kopanie go w golenie), a kapitanowie w tej sprawie byli niezdecydowani. Zwrócili się do arbitra, Szkota Hely'ego Hutchinsona Almonda, który zadecydował, że technika ta będzie zabroniona, a jeśli będzie ona podczas meczu stosowana, on opuści boisko. 
Mecz rozstrzygnął się w drugiej połowie. Szkoci po młynie zdobyli przyłożenie. Anglicy protestowali, że przyłożenie nie powinno być uznane, jednak Almond zadecydował na korzyść Szkotów i ci zyskali szansę kopnięcia na bramkę przeciwnika (zgodnie z ówczesnymi regułami, przyłożenia nie dawały punktów, a jedynie szansę na zdobycie gola przez kop na bramkę, obecne podwyższenie). William Cross wykonał skuteczny kop zdobywając jedynego gola w meczu. Obie drużyny zdobyły jeszcze potem po jednym przyłożeniu (dla Anglii zdobył je Reg Birkett, a dla Szkocji Cross), ale żaden z kopów na bramkę nie był skuteczny i zwycięstwo odnieśli Szkoci.
Po meczu Almond przyznał, że nie mógł być pewien, czy do decydującego przyłożenia faktycznie doszło – w erze 20-osobowych składów, gdy piłka była w nogach młyna było to niezwykle trudno dostrzec. Jak jednak pisał po latach, jeśli sędzia ma wątpliwości, może podjąć decyzję niekorzystną dla tej drużyny, która robi większy hałas, ponieważ prawdopodobnie to ona jest w błędzie.
Obserwatorzy uważali, że Szkoci byli lepiej przygotowani do spotkania, szybsi, a drużyna bardziej zgrana od angielskiej. Szkocki młyn był cięższy od angielskiego, a gracze gospodarzy mieli większe umiejętności w prowadzeniu piłki po ziemi. Anglicy narzekali też na węższe boisko od tych, do których byli przyzwyczajeni (miało 55 jardów szerokości, podczas gdy w Anglii rozgrywano mecze na boiskach 70-jardowych).

## Po meczu
Następnego dnia piłka, którą rozegrano zwycięski dla Szkotów mecz została udekorowana i wystawiona w witrynie sklepowej tuż obok Raeburn Place. Symbolizowała rolę tego meczu we wprowadzeniu rugby do szkockiej kultury – sport ten stał się jednym z wyróżników narodowej tożsamości, bardzo istotnym w okresie, gdy Szkocja mocno asymilowała się z resztą Wielkiej Brytanii, ulegając wpływom angielskiej kultury i korzystając z politycznego znaczenia Londynu.